# Lithobates maculatus
Lithobates maculatus är en groddjursart som först beskrevs av Brocchi 1877.  Lithobates maculatus ingår i släktet Lithobates och familjen egentliga grodor. IUCN kategoriserar arten globalt som livskraftig. Inga underarter finns listade i Catalogue of Life.